# Schloss Hollwinkel

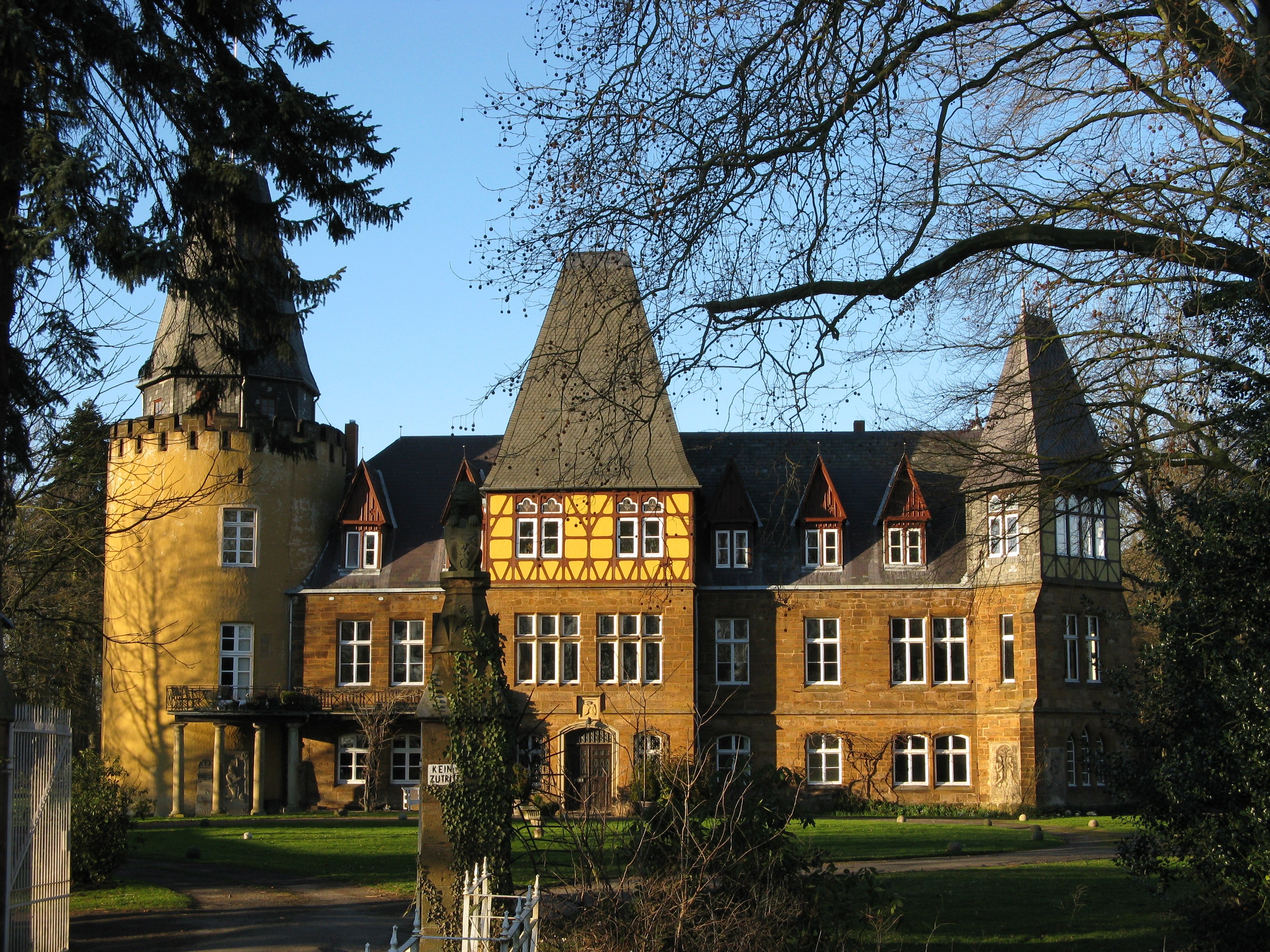
Schloss Hollwinkel

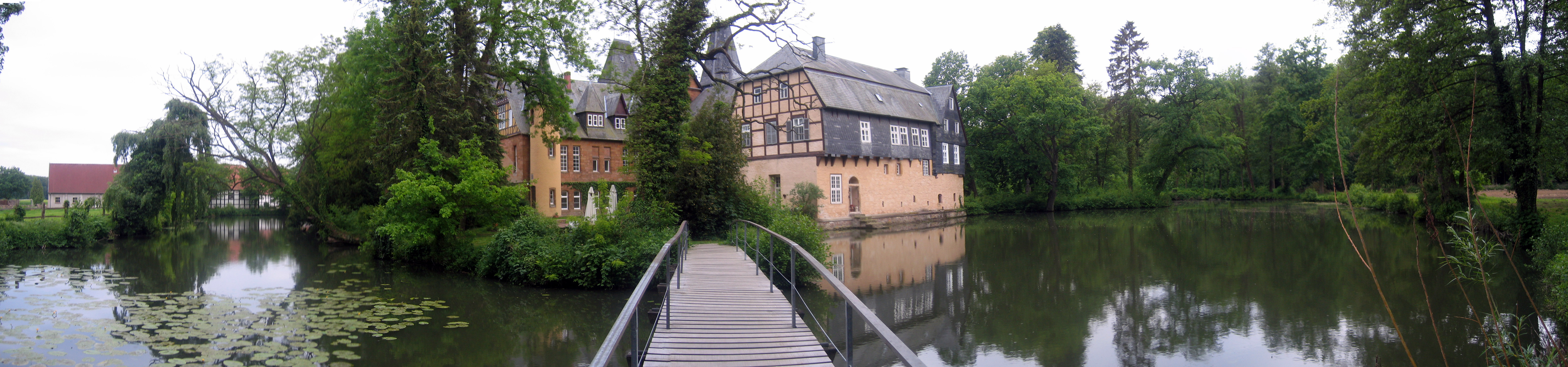
Gräfte Schloss Hollwinkel

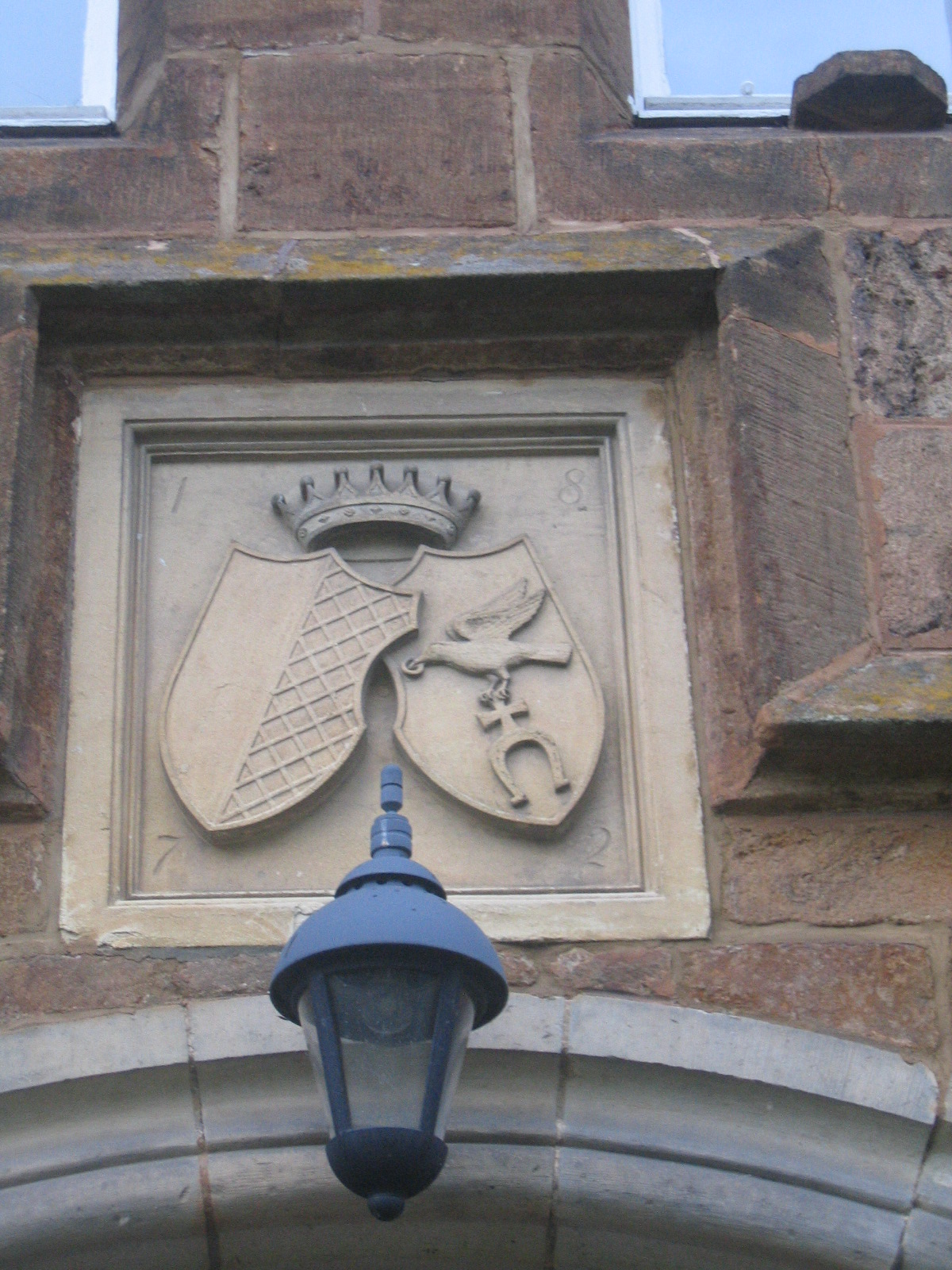
Wappens Karl Horst ⚭ Margarethe Corvin-Wiersbitzki

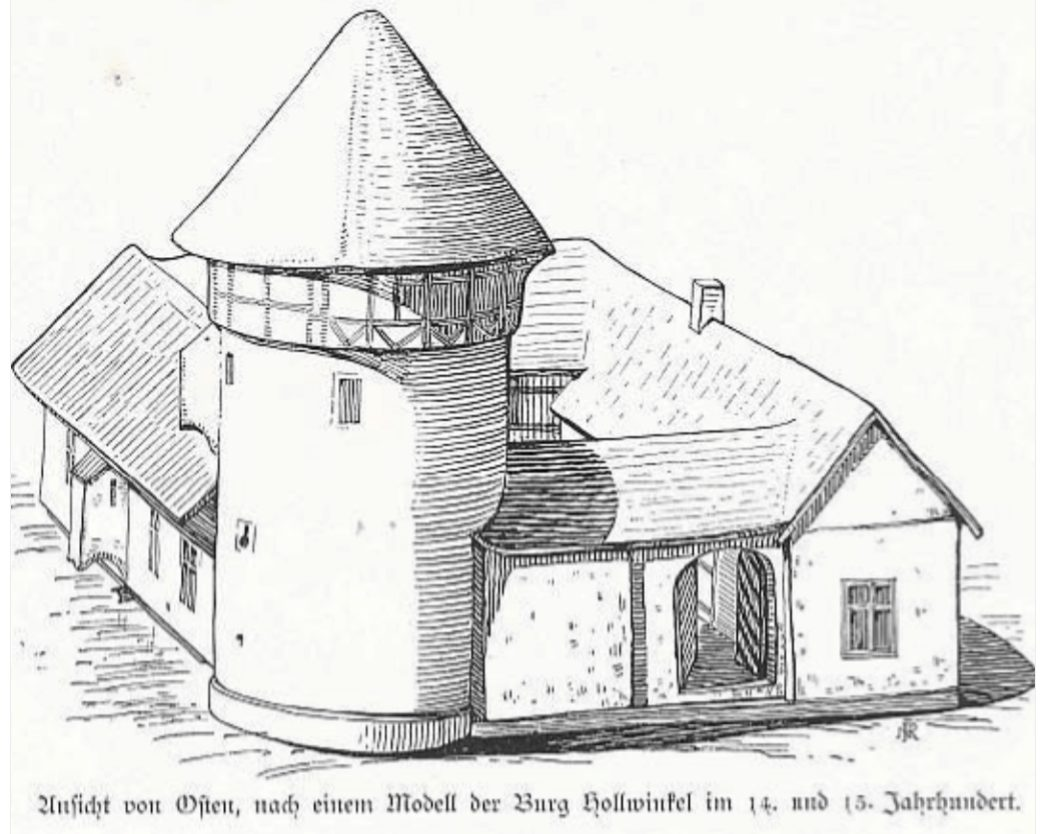
Burg Hollwinkel im 14. Jahrhundert (n. Ludorff 1902)

Das Schloss Hollwinkel  ist ein Ende des 13. Jahrhunderts errichtetes Schloss in der Ortschaft Hedem der Stadt Preußisch Oldendorf im ostwestfälischen Kreis Minden-Lübbecke. Es steht südlich des Mittellandkanals in der Alsweder Niederung.

## Geschichte
Es wird vermutet, dass Schloss Hollwinkel am Ende des 13. Jahrhunderts von einer aus der Region Hildesheim vertriebenen Familie Holle gegründet wurde. Bischof Otto I. von Minden soll das nachmalige Schloss als ein Lehensbetrieb vergeben haben. Etwa seit dem Beginn des 15. Jahrhunderts befand es sich im Eigentum der Familie von Schloen gen. Gehle. Hollwinkel wurde 1459 als westlicher Vorposten des Bistums Minden in einer Fehde mit Osnabrück belagert und beschossen. Indes scheiterten Versuche, die damals noch durch drei Gräften gesicherte Anlage einzunehmen. Steinkugeln aus dieser Fehde wurden 1871 in der Gräfte gefunden.
Im Dreißigjährigen Krieg wurde Hollwinkel von den Schweden belagert. Hollwinkel hielt der Belagerung stand. Letztlich zogen die Schweden nach der benachbarten Ellerburg ab.
Das Bistum Minden wurde im Jahre 1648 säkularisiert und gehörte als Fürstentum Minden sodann zu Brandenburg-Preußen.
Nach dem Aussterben der Familie von Gehle 1758 fiel das Schloss dem Lehnsherrn Friedrich II. von Preußen zu. Er übertrug es im Jahre 1758 für 50.000 Taler an den Freiherrn von Asseburg, der es aber bereits 1776 mit Zustimmung des Königs an den Preußischen Staatsminister Freiherr von der Horst aus Haldem für 70.000 Taler verkaufte. Nachdem das Gut von 1791 bis 1830 unbewohnt gewesen war, ist es seit dem Verkauf des ehemaligen Sitzes Schloss Haldem bis heute Hauptwohnsitz der Familie von der Horst.

## Gutsbezirk Hollwinkel
In den 1840er Jahren wurde im Amt Alswede des Kreises Lübbecke der Gutsbezirk Hollwinkel aus der Gemeinde Alswede ausgegliedert.
Zum 1. Oktober 1928 wurde er wieder aufgelöst und in die damalige Gemeinde Hedem eingemeindet.

## Gebäude und Park
Das Gebäude wurde 1504 grundlegend umgebaut. Weitere Baumaßnahmen folgten in den nächsten Jahrhunderten. Die Vierflügelanlage besteht daher aus Elementen verschiedener Architekturepochen. Die letzten größeren Umbauten erfolgten in den Jahren 1870 bis 1873.
Auf der gut 2.000 m² großen Wohnfläche waren nach dem Ende des Zweiten Weltkriegs Flüchtlingsfamilien einquartiert.

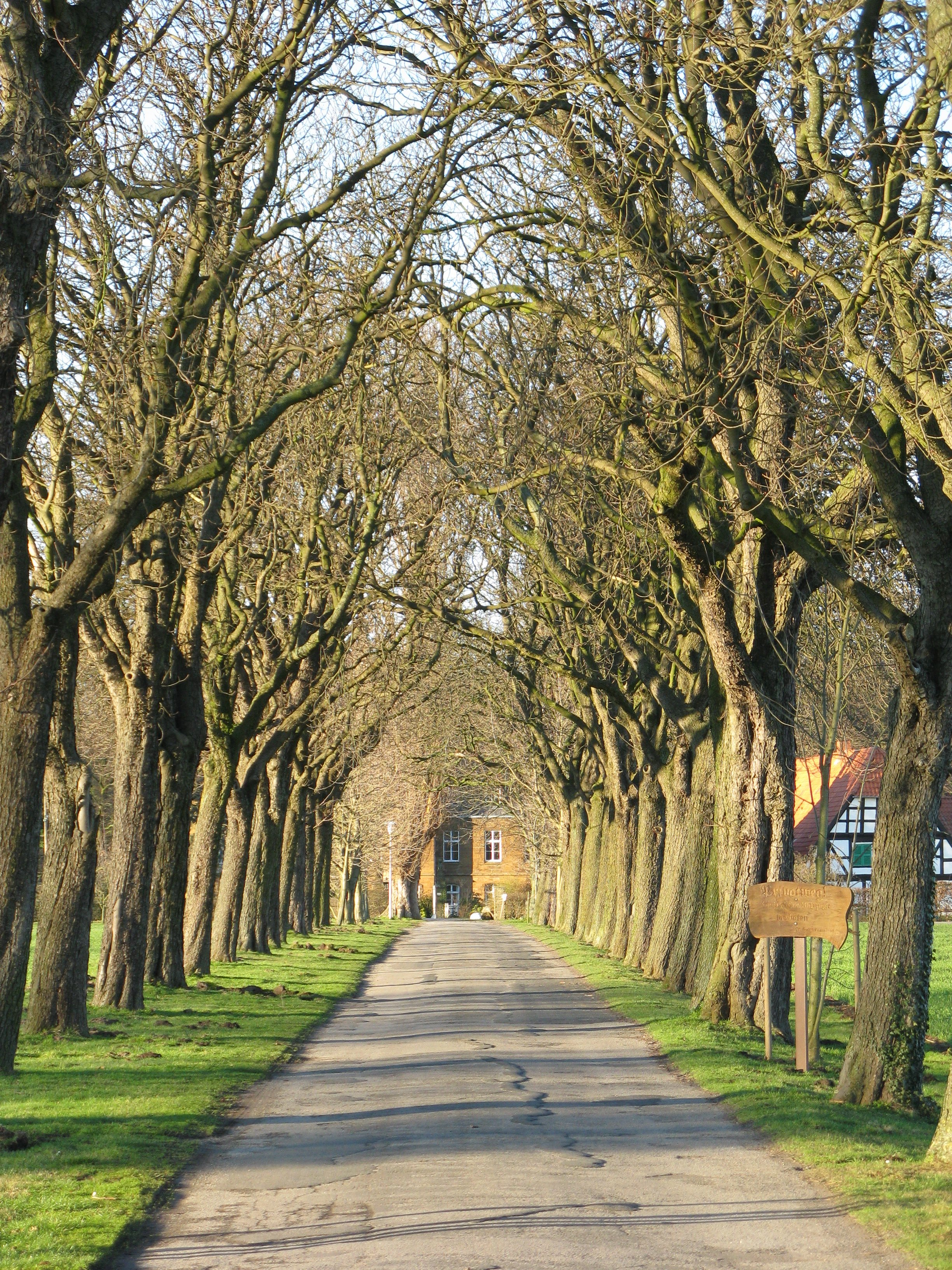
Allee zum Schloss Hollwinkel

Der Mittellandkanal verläuft 100 m nördlich der alten Parkgrenze. Durch den Bau des Kanals wurde das Erbbegräbnis vom Park abgetrennt. Die Gewässerstruktur der als Wasserschloss konzipierten Anlage wurde nach dem Zweiten Weltkrieg verändert. Die Große Aue wurde verlegt und fließt heute westlich des Schlosses. Man erreicht das Schloss über eine 200 Meter lange Kastanienallee. Bevor man das eigentliche eingefriedete Schloss erreicht, passiert man zuerst einige vorgelagerte Gebäude, zum Beispiel Fachwerkhäuser.

## Heutige Nutzung
Im Schloss sind Wohnungen und Büroräume eingerichtet. Seit dem Jahr 2011 betreibt die Familie Freiherr von der Horst den Ruhewald Hollwinkel, in dem Urnenbestattungen unter Bäumen angeboten werden. Der Forst gehört seit über 200 Jahren zum Schloss Hollwinkel. Zu Schloss Hollwinkel gehören heute noch 80 ha Wald und 90 ha Ackerland.